# Nicholas Bayne
Sir Nicholas Peter Bayne, CMG (* 15. Februar 1937) ist ein ehemaliger britischer Diplomat.

## Leben

### Studium und Beginn der diplomatischen Laufbahn
Nicholas Peter Bayne, Sohn eines Offiziers der Royal Navy, absolvierte ein Studium im Fach Klassische Altertumswissenschaft mit dem Schwerpunkt Archäologie an der University of Oxford und trat am 3. Juli 1961 in den diplomatischen Dienst (HM Diplomatic Service) ein. und fand danach zahlreiche Verwendungen an Auslandsvertretungen sowie im Außenministerium (Foreign Office). Er war zunächst zwischen 1961 und 1963 Referent im Referat Vereinte Nationen im Außenministerium sowie im Anschluss von 1963 bis 1966 Dritter Sekretär an der Botschaft auf den Philippinen. Nach seiner Rückkehr war er im Foreign and Commonwealth Office zwischen 1967 und 1969 Erster Sekretär und Chef der Sektion Osteuropa und Sowjetunion (Head of the East European and Soviet Section) im Referat für Informationsforschung (Information Research Department) sowie im Anschluss zwischen 1972 und 1974 an der Botschaft in der Bundesrepublik Deutschland tätig, wo er sich mit Fragen der Ostpolitik von Bundeskanzler Willy Brandt beschäftigte. Nach seiner Rückkehr war er zwischen 1972 und 1974 Referent im Planungsstab (Planning Staff) des Außenministeriums und wurde zwischen 1974 und 1975 ins Finanzministerium (HM Treasury) abgeordnet.
Nach seiner dortigen Schulung in finanz- und wirtschaftspolitischen Fragen übernahm Bayne von 1975 und 1979 den Posten als Botschaftsrat für Finanzangelegenheiten (Financial Counsellor) an der Botschaft in Frankreich. Nach seiner Rückkehr fungierte er im Außenministerium zwischen 1979 und 1982 als Leiter des Referats Finanzen beziehungsweise zuletzt als Leiter des umbenannten Referats für Wirtschaftsbeziehungen (Head of Financial/Economic Relations Department, Foreign and Commonwealth Office) und wurde danach zwischen 1982 und 1983 als Fellow zur Denkfabrik Royal Institute of International Affairs abgeordnet, dem heutigen Chatham House.

### Botschafter, Stellvertretender Unterstaatssekretär und Hochkommissar
1983 wurde Nicholas Bayne Nachfolger von John Michael Owen Snodgrass Botschafter in Zaire und bekleidete dieses Amt bis 1985, woraufhin Patrick Eyers seine Nachfolge antrat. Zugleich war er zwischen 1983 und 1985 in Personalunion als Botschafter in der Republik Kongo, als Botschafter in Ruanda und auch als Botschafter in Burundi akkreditiert.  Für seine Verdienste wurde er am 1. Januar 1984 Companion des Order of St Michael and St George (CMG).
Nachdem Bayne 1985 zum Auswahlausschuss des öffentlichen Dienstes (Civil Service Selection Board) abgeordnet wurde, löste er im Range eines Botschafters 1985 Kenneth James Uffen als Ständiger Vertreter des Vereinigten Königreichs bei der OECD und übte diese Funktion bis 1988 aus, woraufhin John Walton David Gray sein dortiger Nachfolger wurde. Anschließend kehrte er ins Außenministerium zurück und war dort zwischen 1988 und 1992 als Deputy Under-Secretary for Foreign and Commonwealth Relations (Economic) Leiter der Unterabteilung für Wirtschaft. Am 13. Juni 1992 wurde er zum Knight Commander des Order of St Michael and St George (KCMG) geschlagen, so dass er fortan den Namenszusatz „Sir“ führte.
Zuletzt wurde Sir Nicholas Bayne 1992 als Nachfolger von Brian James Proetel Fall Hochkommissar in Kanada und bekleidete dieses Amt bis zu seinem Ausscheiden aus dem diplomatischen Dienst 1996 aus, woraufhin Sir Anthony Goodenough ihn ablöste. Nach seinem Ausscheiden aus dem diplomatischen Dienst fungierte er von 1996 bis 2000 als Vorsitzender des Ausschusses für die Liberalisierung des Handels mit Dienstleistungen von British Invisibles, eine ehemalige privatwirtschaftliche Organisation, die britische Finanzdienstleistungen förderte. Des Weiteren unterrichtete er an der London School of Economics and Political Science (LSE).